# Sociedad Chilena de Historia y Geografía
La Sociedad Chilena de Historia y Geografía es una institución chilena, fundada en 1839 y se dedica a la investigación y divulgación de las tradiciones históricas y geográficas chilenas. Es la encargada de la Revista Chilena de Historia y Geografía. 
Su actual presidente es Manuel Montt Dubournais.

## Historia
Fue fundada inicialmente en 1839, a instancias del futuro presidente Manuel Montt y Antonio Varas, que también sería ministro suyo, bajo la presidencia de José Joaquín Prieto. Tras una etapa inicial, que concluyó en el decaimiento y posterior interrupción de sus actividades, fue reorganizada en 1911 por inspiración del intelectual Enrique Matta Vial.
Otros miembros fundadores fueron José Toribio Medina, Crescente Errázuriz, Domingo Amunátegui Solar, Gonzalo Bulnes, Alberto Edwards, Gaspar Toro, Elías Valdés y otros más.

### Revista
La sociedad proyecta su labor de investigación por medio de publicaciones. Para ello publica periódicamente la Revista Chilena de Historia y Geografía, que es el más importante repertorio sobre la historia y geografía de Chile, teniendo publicados a la fecha más de 160 volúmenes, siendo la más antigua de Latinoamérica.